# Cobaki
Cobaki är en del av en befolkad plats i Australien. Den ligger i kommunen Tweed och delstaten New South Wales, i den sydöstra delen av landet, omkring 660 kilometer norr om delstatshuvudstaden Sydney. Antalet invånare är 225.
Runt Cobaki är det tätbefolkat, med 286 invånare per kvadratkilometer.. Närmaste större samhälle är Tweed Heads, nära Cobaki. 
Trakten runt Cobaki består huvudsakligen av våtmarker. Genomsnittlig årsnederbörd är 1 876 millimeter. Den regnigaste månaden är januari, med i genomsnitt 327 mm nederbörd, och den torraste är oktober, med 40 mm nederbörd.